# مسئله سه جسم

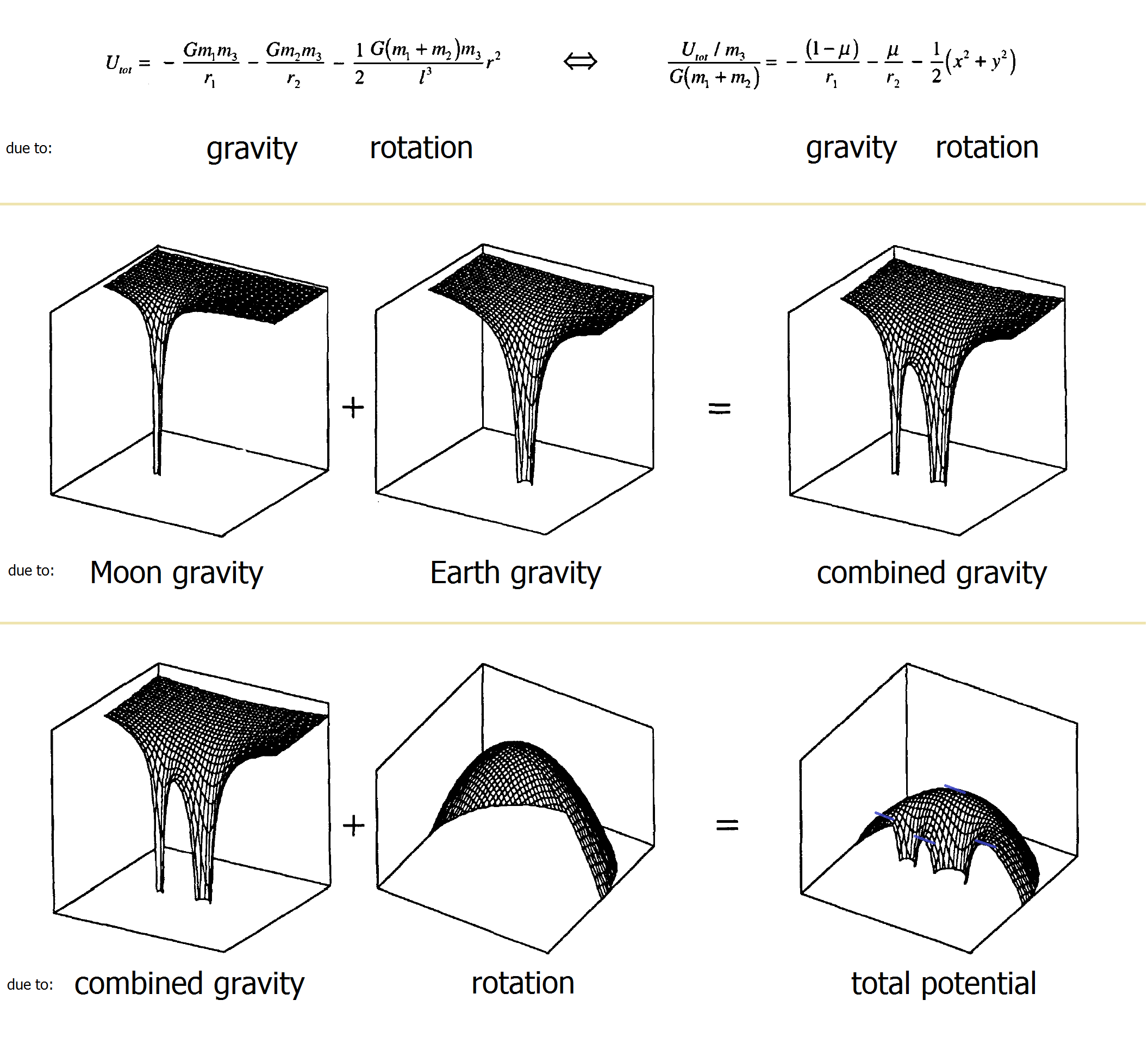
انرژی پتانسیل برای مسئلهٔ سه جسم

مسئلهٔ سه جسم، پُرسمانی در مکانیک سماوی است که با دانستن موقعیت و سرعت اولیه سه جسم سماوی (مانند خورشید، زمین و ماه) به دنبال تعیین مدار آنها است.
فرمول‌بندی ریاضی این مسئله ساده است. از یک طرف قانون دوم حرکت نیوتن را داریم:
{\displaystyle F=m\cdot a}
که در آن F نیرو، m جرم و a شتاب است. از طرف دیگر قانون جاذبه نیوتن را داریم:
{\displaystyle F=G{\frac {m_{1}m_{2}}{r^{2}}}}
که در آن m1 و m2 جرم‌های دو جسم، r فاصله آنها و G ثابت گرانش است. هر یک از سه جسم تحت تأثیر جاذبه دو جسم دیگر قرار می‌گیرد. این امر دستگاه نه معادله دیفرانسیل مرتبه دوم را برای سه مختصات هر یک از سه توابع مکان-زمان ایجاد می‌کند که می‌توان آن را به شش معادله برای توابع مکان-زمان نسبی تقلیل داد. حل این معادلات می‌تواند با حرکت یکنواخت مرکز جرم ترکیب شود.
با توجه به اینکه مسئله دو جسم دارای حل تحلیلی است، یعنی قوانین کپلر، برای مدت طولانی تصور می‌شد که مسئله سه جسم نیز باید یک حل تحلیلی داشته باشد. اما بعداً مشخص شد که هیچ حل تحلیلی جهانی برای این مسئله وجود ندارد. فقط در موارد خاص می‌توان از روش‌های تحلیلی استفاده کرد.
این مورد خاص توسط مسئله سه جسم محدود که در مقایسه با حالت کلی شامل سه ساده‌سازی است، شرح داده می‌شود. اول اینکه، جرم سوم در مقایسه با دو جرم سنگین‌تر قابل اغماض فرض می‌شود. در نتیجه، دو جرم سنگین مانند یک مسئله دو جسم رفتار می‌کنند. علاوه بر این، دو محدودیت دیگر نیز اعمال می‌شود: مدارهای دایره‌ای برای دو جرم سنگین‌تر و حرکت جرم سوم (کوچکتر) در صفحه مداری دو جرم دیگر. پتانسیل مسئله سه جسم محدود شامل نقاط لاگرانژ شناخته شده است.
با ظهور رایانه‌ها، حل عددی مسئله سه جسم امکان‌پذیر شده است. برای گسسته‌سازی دستگاه معادلات دیفرانسیل در زمان از روش‌های شناخته‌شده‌ای مانند روش پیش‌بینی-اصلاح میلن یا روش رونگه-کوتا استفاده می‌شود.

## در فیزیک
در فیزیک و مکانیک کلاسیک مسئله سه جسم مسئله‌ای است که اگر اطلاعات اولیه شامل موقعیت، سرعت و جرم سه جسم را بدانیم مطابق با قوانین حرکت نیوتن و گرانش جهانی که قوانین مکانیک کلاسیک است مسیر حرکت و سرعت این سه جسم در هر موقعیت زمانی بعد از آن را بتوان مشخص کرد. مسئله سه جسم یک نوع خاص از مسئله (n) جسم است. برخلاف مسئله دو جسم این مسئله راه‌حل عمومی پاسخ تحلیلی خوش‌تعریف ندارد و از روش‌های عددی برای حل این مسئله استفاده می‌شود.

## در فرهنگ عامه
در فیلم علمی-تخیلی کلاسیک سال ۱۹۵۱ روزی که زمین از حرکت ایستاد، بیگانه کلاتو با استفاده از نام مستعار آقای کارپنتر، نکاتی را در معادلات روی تخته سیاه پروفسور بارنهارت ایجاد می‌کند. این معادلات توصیف دقیقی از شکل خاصی از مسئله سه جسم هستند.